# Battaglia di Dol
La battaglia di Dol è stata una serie di battaglie delle Guerre di Vandea, avvenuta tra il 20 e il 22 novembre 1793 a Dol-de-Bretagne, Pontorson e Antrain.

## Antefatto
Dopo la sconfitta dell'Esercito cattolico e reale nell'assedio di Granville, l'esercito repubblicano riorganizzò le sue truppe ad Angers che si riprendeva con difficoltà dopo la sconfitta nella battaglia di Entrammes. Il generale in capo Jean Léchelle, era stato sostituito dal generale Jean Antoine Rossignol dopo che Alexis Chalbos aveva retto ad interim questo ruolo. Dopo 6 giorni per la riorganizzazione, effettuata principalmente da Kléber, l'armata era forte di 16 000 uomini.
Il 12 novembre, l'esercito si unì a Rennes con i 4 000 uomini dell'esercito delle coste di Brest, oltre ai 6 000 uomini di l'esercito delle coste di Cherbourg diretto da Charles Guillaume Sepher che però era ancora in marcia dalla Normandia. Il 20 novembre, l'avanguardia repubblicana, composta dalla cavalleria di Bouin de Marigny e François-Joseph Westermann lanciò un primo attacco, senza aver ricevuto quest'ordine, a Dol-de-Bretagne occupata dai vandeani, questi vennero però respinti e ripiegarono a Pontorson.
Kléber espose in seguito il suo piano ai rappresentanti in missione Pierre Bourbotte, Pierre-Louis Prieur e Louis Turreau, che prevedeva di circondare i vandeani e di tagliargli la fuga con il mare. Il piano venne non venne però approvato, perché nel frattempo Westermann gli aveva inviato una lettera dove spiegava che con un attacco immediato avrebbero sicuramente vinto.

## La battaglia
Il 21 novembre, all'una di notte, le truppe di Westermann e Marigny si misero in marcia da Pontorson a Dol-de-Bretagne mentre le truppe di François-Séverin Marceau, partirono da Antrain sempre in direzione di Dol. L'avanzata dei repubblicani fu fatta in silenzio ma i vandeani riuscirono ugualmente a scoprirli.
Le forze vandeane si divisero in due: il primo gruppo comandato da Henri de La Rochejaquelein andò incontro a Westermann, il secondo gruppo comandato da Jean Nicolas Stofflet andò incontro a Marceau. Alle quattro del mattino, Stofflet e Marceau si scontrarono in un combattimento che durò tre ore e che mise in rotta i vandeani che ripiegarono su Dol. I repubblicani però a causa delle nebbia mattutina preferirono non lanciarsi all'inseguimento. La fuga dei vandeani a Dol mandò nel panico gli abitanti rimasti in città e in particolare le donne e i bambini. Come nella battaglia di Tiffauges, ancora una volta le donne tentarono di convincere i loro uomini a tornare a combattere, ma questa volta furono soprattutto le esortazioni dei sacerdoti ed in particolare dell'abbé Doussin, che riuscirono a ricongiungere i soldati vandeani.
Così scrive nelle sue memorie, Victoire de Donnissan de La Rochejaquelein:
Da parte sua Marceau ricevette le truppe di François Muller in rinforzo, ma questo era ubriaco, come pure molte dei suoi soldati che gettarono nel disordine le file repubblicane. I vandeani intanto ritornavano alla battaglia, così Marceau andò a chiedere aiuto a Kléber, che giunse velocemente accompagnato da Rossignol. La battaglia continuava in una gran confusione quando i vandeani attaccarono i repubblicani sul lato destro, qui le truppe di La Rochejaquelein erano riuscite a sorprendere Westermann e a mandarlo in rotta. Di conseguenza i repubblicani furono obbligati a battere in ritirata e si rifugiarono ad Antrain. I vandeani stanchi, non li inseguirono e bivaccarono sul campo di battaglia.
Alle 22, Stofflet fece svegliare i suoi uomini per sconfiggere definitivamente i repubblicani. Durante la notte, i vandeani attaccarono Antrain, che mandò nel panico i "Blu" che ripiegarono a Rennes.
Molti repubblicani si arresero, ma ad Antrain i vandeani trovarono la città molto diversa da come l'avevano lasciata pochi giorni prima, scoprirono infatti che i loro feriti, i malati e i bambini, che non li avevano potuti seguire, erano stati massacrati e che le donne di Fougères erano state uccise il 18 novembre, inoltre molti prigionieri repubblicani avevano la testa rasata: erano cioè degli ex-prigionieri dei vandeani, che erano stati rilasciati facendogli giurare di non combattere più contro di loro; questo naturalmente fece ancora di più infuriare alcuni vandeani che si avventarono contro di loro, nonostante La Rochejaquelein e soprattutto l'abbé Doussin cercarono di fermarli. Molti altri prigionieri furono liberati e inviati a Rennes.